# Fewa
Fewa (Feinwaschmittel) — название первого в мире полностью синтетического моющего средства, разработанного в 1932 году в Хемнице Генрихом Берчем.

## История
В 1924 году Генрих Берч, которому в то время было 27 лет, устроился на работу химиком в компанию «Böhme AG» в Хемнице. Там он исследовал улучшение моющих средств, так как они повреждали волокна и стирали цвета в то время. После этого в 1932 году Берч изобрёл первое в мире моющее средство для стирки и в то же время первое полностью синтетическое моющее средство, которое стало известно как Fewa. Продукт состоял из следующих ингредиентов:
- 57% сульфата натрия;
- 35% сульфата жирного спирта;
- 5% воды;
- 2% жирного спирта;
- 1% гексафосфата натрия.

Новое моющее средство имело полный успех и продавалось настолько хорошо, что к 1938 году для Fewa были введены в эксплуатацию три производственные линии. В 1935 году производство Fewa было передано на аутсорсинг компании Böhme-Fettchemie GmbH, и с тех пор бренд Fewa стал дочерней компанией Henkel Group. Ещё до Второй мировой войны Fewa стал вторым после Persil успешным моющим средством.
После войны производство Fewa было возобновлено в советской оккупационной зоне в Хемнице на предприятии VEB Fettchemie Karl-Marx-Stadt. Средство продавалось в ГДР под торговой маркой «Fewa» — das neutrale Feinwaschmittel в розничной торговле. Окончательно Fewa был снят с производства в 1992 году по причине ликвидации компании.
В Австрии компания Henkel по-прежнему продаёт средства для стирки Fewa. В Германии эти же средства продаются под названием Perwoll.

## Реклама
Название Fewa позже было переосмыслено как «Für Eure Wäsche ausgezeichnet» по рекламным причинам. В то время как первоначально продукт рекламировался с шерстяным мужчиной на лицевой стороне коробки с моющим средством, рекламный маскот «Йоханна», разработанный Карлом Небелем и ставший впоследствии популярным, был использован ещё в 1938 году. Даже после войны средство Fewa оставалось широко известным на Востоке и Западе, поскольку законное наследование для одной и той же группы продуктов оставалось в силе в обеих странах. В Западной Германии в начале 1950-х годов средство Fewa рекламировалось под слоганом: «Jetzt wieder in Friedensqualität». В ГДР Йоханна был единственным рекламным маскотом, корни которого уходили в военный период. Средство было усовершенствовано Хорстом Гайлем для VEB Fettchemie.